# Гродненська область
Гро́дненська о́бласть (біл. Гродзенская вобласць, рос. Гродненская область) або Городнянська о́бласть[джерело?] (біл. тарашк. Гарадзенская вобласьць) — адміністративно-територіальна одиниця, розташована на заході Білорусі. Адміністративний центр і найбільше місто області — Гродно (Городня).

## Природа
Для області характерний плоский рельєф (130—190 метрів). Центральне положення займає Німанська низовина, витягнувшись уздовж Німана, при виході Німана за кордони республіки знаходиться найнижча точка країни — 80 метрів над рівнем моря. На півночі та північному сході розташована Лідська рівнина (до 170 метрів) і Ошмянська височина (до 320 метрів), на крайньому північному сході республіки — частина Нарачано-Вілейської низовини. На півдні та сході знаходяться моренні згладжені височини: Гродненська, Вовковиська, Новогрудська, на якій лежить найвища точка області — Замкова гора (323 метри).
Корисні копалини: залізні руди (Новоселковське родовище ільменіт-магнетитових руд у Корелицькому районі і деякі прояви руди вздовж кордону з Литвою у Гродненському районі), торф (головним чином у Німанській низовині), крейда, цегляна та черепична глини, цементна сировина (головні родовища у Вовковиському районі), силікатні піски, вапняна сировина, піщано-гравійний матеріал.
Зима в області м'яка і коротка, літо — довге і помірно тепле. Середньомісячна температура повітря у січні коливається від −6,6 °C в Корелицькому і Новогрудському районах до −5 °C на південному заході в Берестовицькому та Свіслоцькому районах, у липні температура сягає 17-18,2°С. Вегетативний період триває 189—200 діб. Річна кількість опадів становить 520—640 мм, 71 % із них припадає на теплу половину року (квітень — жовтень).
Практично всі терени області належать до басейну Німана і його приток: Березина, Гав'я, Дітва, Лебеда, Котра (праворуч), Уша, Сервач, Щара, Ласосна. На північному сході тече річка Вілія (з Ошмянкою). На північному заході починається річка Нарва — притока річки Вісла. Августовський канал з'єднав басейни Німана та Вісли. Найбільші озера: Біле, Рибниця, Молочне, Світязь (в межах Світязянського ландшафтного заказника), Свирь та Вишневське (на кордоні з Мінською областю).
Ґрунти сільськогосподарських угідь значно ерозовані і забрилені, значно заболочені. Дерново-підзолисті ґрунти становлять 78,9 % площ сільгоспугідь, дерново-підзолисті заболочені — 17,5 %. Переважають супіщані ґрунти — 56,9 %, є суглинисті — 23,1 %, піщані і торф'яні — по 10 %. Осушені землі становлять 18,5 % сільгоспугідь.
Середня лісистість становить 33 %, від 10-12 % в Берестовицькому і Зельвенському районах до 50 % — у Свіслоцькому. Ліси переважно хвойні (68,8 %) та ялинові (11 %), менше березових, чорновільхових, дубових, грабових, ясеневих. Збереглися великі лісові масиви — пущі: Налибокська, Липичанська, Графська, частково Біловезька.
Переважають низинні болота, що займають 6,6 % території області, більша частина їх осушена. Під луками зайнято 14,4 % території, 2/3 з них — низинні. На території області знаходяться 10 природних заказників республіканського значення, 50 пам'яток природи.

## Історія
Територія Гродненщини заселена, починаючи з пізнього палеоліту. Найдревніші стоянки — на озері Світязь, біля села Черешля Новогрудського, Несиловичі Дятловського, Збляни Лідського районів, біля гирла річки Котра.
Наприкінці першого — початку другого тисячоліття на території Гродненщини склалася вкрай складна етнічна ситуація. Тут жили східнослов'янські племена (дреговичі, кривичі, волиняни, древляни), західнослов'янські (мазовшани), східнобалтські (литва), західнобалтські (ятвяги). У другій половині 1 тисячоліття починається слов'янська колонізація. Опановуючи території Гродненщини, слов'яни поступово асимілювали балтомовне населення, що жило там. Асиміляція балтів тривала аж до 12-13 століть.
До початку 12 століття значна частина Верхнього Принімання виявилася в складі давньоруської держави — Київської Русі. У цей час з'являються перші великі міста — Гродно (1128), Новогрудок (давньоруською мовою — Новгородок або Новогородок) (1212), Слонім (1251), Вовковиськ (1005), Ліда (1323).
У XII — першій половині XIV сторіччя існували Гродненське, Новогрудське й Вовковиське князівства. Ці самостійні державні об'єднання несли на собі відбиток єдиного політичного й соціально-економічного розвитку східнослов'янських земель у складі Київської Русі. Князівства, як і інші західноруські землі, тривалий час перебували під постійною загрозою монголо-татарського завоювання. Понад два сторіччя вони були форпостом боротьби з агресією хрестоносців.
Саме ці обставини зумовили утворення в XII—XIV століттях багатонаціональної держави — Великого князівства Литовського, Руського й Жемойтського. Першою столицею цього державного утворення стало місто Новогрудок.
В умовах боротьби проти агресії хрестоносців у замку Крево, що в Сморгонському районі, укладена знаменита Кревська унія 1385 року, що поклала початок об'єднанню Великого князівства Литовського і Польщі у єдину державу — Річ Посполиту.
Значною віхою в спільній боротьбі за незалежність проти зовнішньої агресії стала Грюнвальдська битва 1410 року, де була здобута перемога над завойовниками.
В 12-16 століттях найбільші міста й містечка Гродненщини стали відігравати значну роль в економічному й культурному житті країни. Деякі з них (Гродно, Новокупок, Слонім) одержали самоврядування відповідно до магдебурзького права. Гродненська економія, як адміністративно-територіальна одиниця, була в той час однією з найрозвиненіших і богатих у державі.

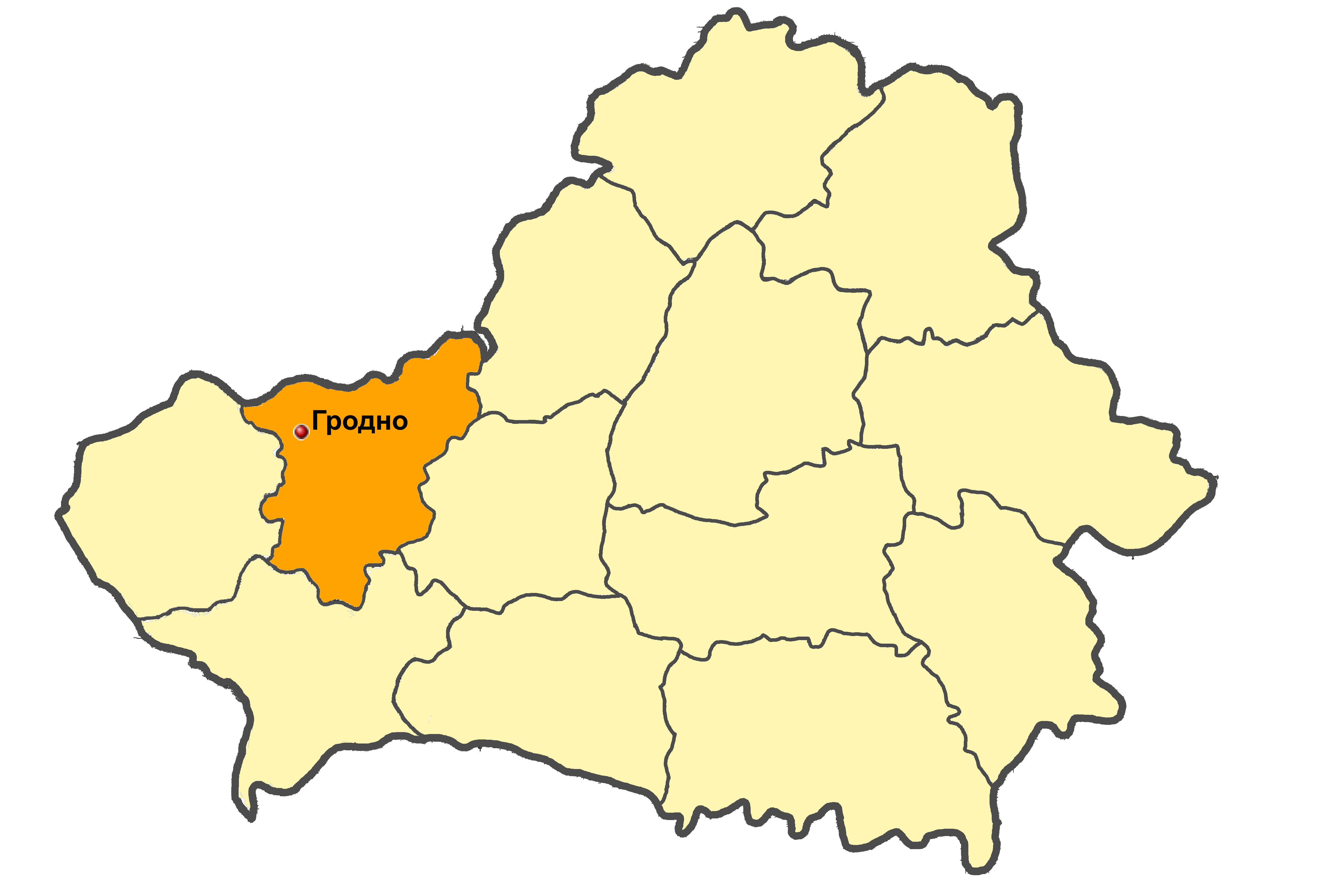
Гродненська область в 1944—1946 рр.

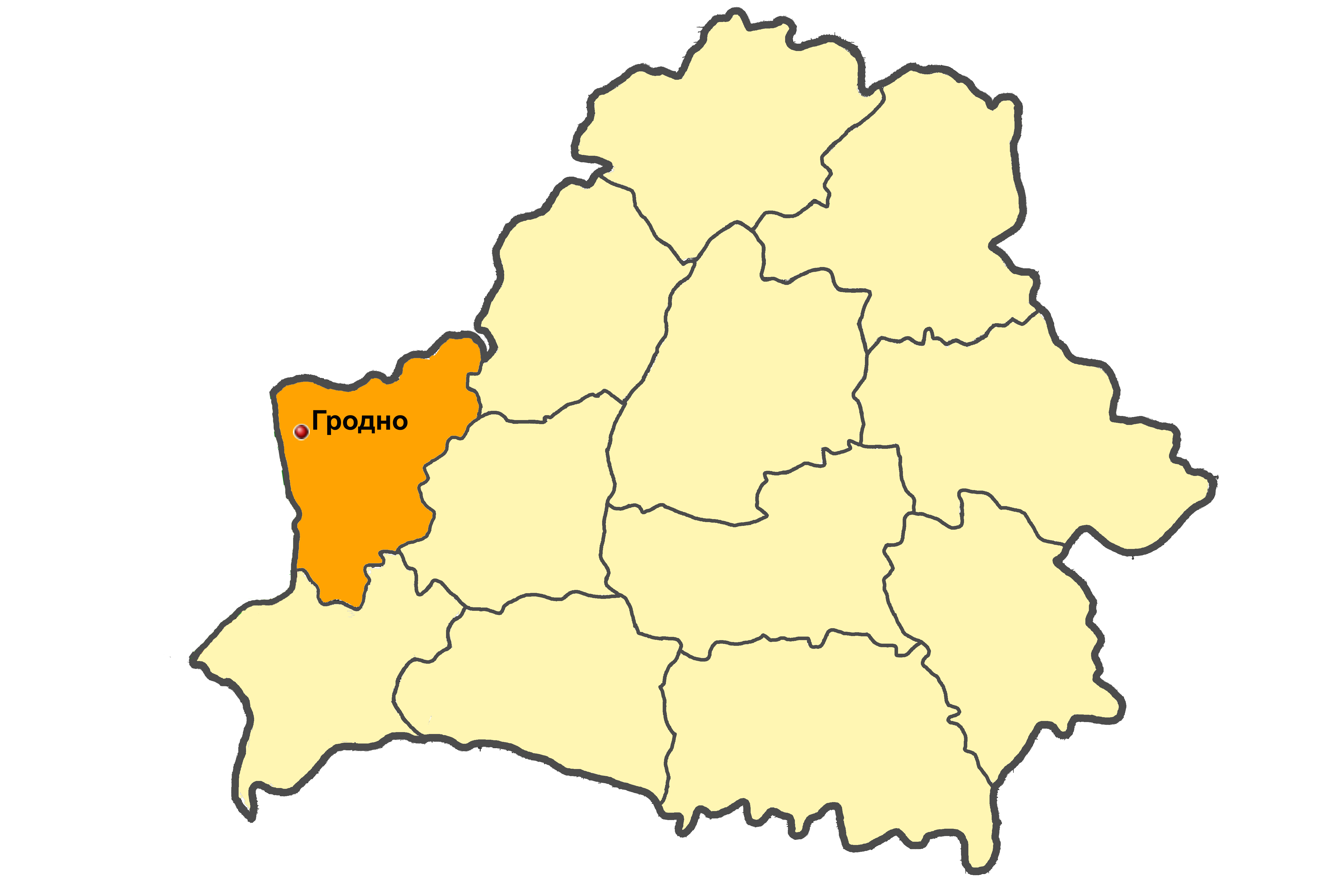
Гродненська область в 1946—1954 рр.

Після 2 і 3 поділів Речі Посполитої в 1793 і 1795 р. територія сучасної Гродненської області ввійшла до складу Російської імперії. Значною подією в її історії став 1801 рік, коли була утворена Гродненська губернія, що незабаром стала однієї з найбільше економічно розвинених губерній Росії.
Мешканці Гродненщини брали активну участь у повстаннях під керівництвом Тадеуша Костюшка, Костянтина Калиновського. В останньому випадку, повстання підтримали в основному поляки й литовці. Білоруські селяни здебільшого не прийняли повстання Калиновського й разом із царськими військами воювали проти них. Також жителі Гродненщини брали участь у виступах 1917 року. За умовами Ризького мирного договору 1921 року вся територія сучасної Гродненської області була включена до складу Польщі.
У вересні 1939 року, внаслідок радянської анексії західнобілоруських земель Гродненщина була включена до Білоруської РСР. Гродно одержав статус районного центру в новоутвореній Білостоцькій області. У роки німецько-радянської війни на території області діяли радянські й польські партизани. Частина Гродненщини за німців належала до Білостоцької округи, решта — до генеральної округи Білорутенія. Після зайняття Білорусі радянськими військами, її області були розукрупнені. З частин Білостоцької, Берестейської і Барановицької областей 20 вересня 1944 року була утворена Гродненська область із центром у місті Гродно. В 1946 р., відповідно до договорів Ялтинської конференції 1945 р., кордон Білорусі й Польщі встановлювалася по так званій лінії Керзона. У результаті західні прикордонні ділянки Гродненської області були передані Польській народній республіці. В 1954 р. після укрупнення областей БРСР до Гродненської області приєднали ділянки розформованих Молодечненської та Барановицької областей, і вона отримала сучасні обриси.

## Населення

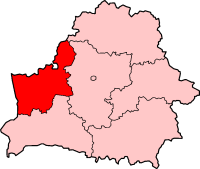
Місце області на мапі Білорусі

На 2019 на теренах Гродненської області мешкало 1026 тисяч осіб, з них: 771 тис. — в містах, 255,7 — в селищах.
Кількість чоловіків в Гродненщині становить 475,7 тис., кількість жінок — 551,1 тис. Численність населення у віці до 16 років становить 191 тис. осіб, працездатного віку — 573 тис., пенсійного віку — 261,9 тис.
За національним складом: білоруси становлять 62,3 %, поляки — 24,8 %, росіяни — 10,1 %, українці — 1,8 %, литовці — 0,2 %, татари — 0,2 %, євреї — 0,4 %, інші національності — 0,4 %.
Історична динаміка національного складу населення Гродненської області за даними переписів.
|               | 1959      | 1970      | 1979      | 1989      | 1999      | 2009      |
| ------------- | --------- | --------- | --------- | --------- | --------- | --------- |
| Білоруси      | 646 718   | 729 381   | 698 420   | 702 208   | 738 216   | 715 249   |
| Поляки        | 332 430   | 276 507   | 299 250   | 300 836   | 294 090   | 230 810   |
| Росіяни       | 72 250    | 86 145    | 99 597    | 124 250   | 119 200   | 87 451    |
| Українці      | 12 004    | 16 230    | 18 677    | 23 401    | 21 166    | 14 983    |
| Литовці       | …         | 4 224     | 3 427     | 3 087     | 2 964     | 2 153     |
| Татари        | 2 075     | 2 086     | 2 177     | 2 462     | 2 161     | 1 710     |
| Вірмени       | …         | 193       | 191       | 461       | 1 049     | 905       |
| Азербайджанці | …         | 142       | 194       | 526       | 581       | 678       |
| Євреї         | 3 744     | 3 199     | 2 653     | 2 208     | 938       | 537       |
| Цигани        | …         | 226       | 330       | 376       | 452       | 372       |
| Німці         | …         | 171       | 276       | 435       | 669       | 329       |
| Молдавани     | …         | 151       | 274       | 471       | 415       | 319       |
| Грузини       | …         | 169       | 167       | 224       | 285       | 264       |
| Всього        | 1 076 789 | 1 120 395 | 1 127 465 | 1 163 608 | 1 185 178 | 1 072 381 |

|               | 1959    | 1970    | 1979    | 1989    | 1999    | 2009    |
| ------------- | ------- | ------- | ------- | ------- | ------- | ------- |
| Білоруси      | 60,06 % | 65,10 % | 61,95 % | 60,35 % | 62,29 % | 66,70 % |
| Поляки        | 30,87 % | 24,68 % | 26,54 % | 25,85 % | 24,81 % | 21,52 % |
| Росіяни       | 6,71 %  | 7,69 %  | 8,83 %  | 10,68 % | 10,06 % | 8,15 %  |
| Українці      | 1,11 %  | 1,45 %  | 1,66 %  | 2,01 %  | 1,79 %  | 1,40 %  |
| Литовці       | …       | 0,38 %  | 0,30 %  | 0,27 %  | 0,25 %  | 0,20 %  |
| Татари        | 0,19 %  | 0,19 %  | 0,19 %  | 0,21 %  | 0,18 %  | 0,16 %  |
| Вірмени       | …       | 0,02 %  | 0,02 %  | 0,04 %  | 0,09 %  | 0,08 %  |
| Азербайджанці | …       | 0,01 %  | 0,02 %  | 0,05 %  | 0,05 %  | 0,06 %  |
| Євреї         | 0,35 %  | 0,29 %  | 0,24 %  | 0,19 %  | 0,08 %  | 0,05 %  |
| Цигани        | …       | 0,02 %  | 0,03 %  | 0,03 %  | 0,04 %  | 0,03 %  |
| Німці         | …       | 0,02 %  | 0,02 %  | 0,04 %  | 0,06 %  | 0,03 %  |
| Молдавани     | …       | 0,01 %  | 0,02 %  | 0,04 %  | 0,04 %  | 0,03 %  |
| Грузини       | …       | 0,02 %  | 0,01 %  | 0,02 %  | 0,02 %  | 0,02 %  |

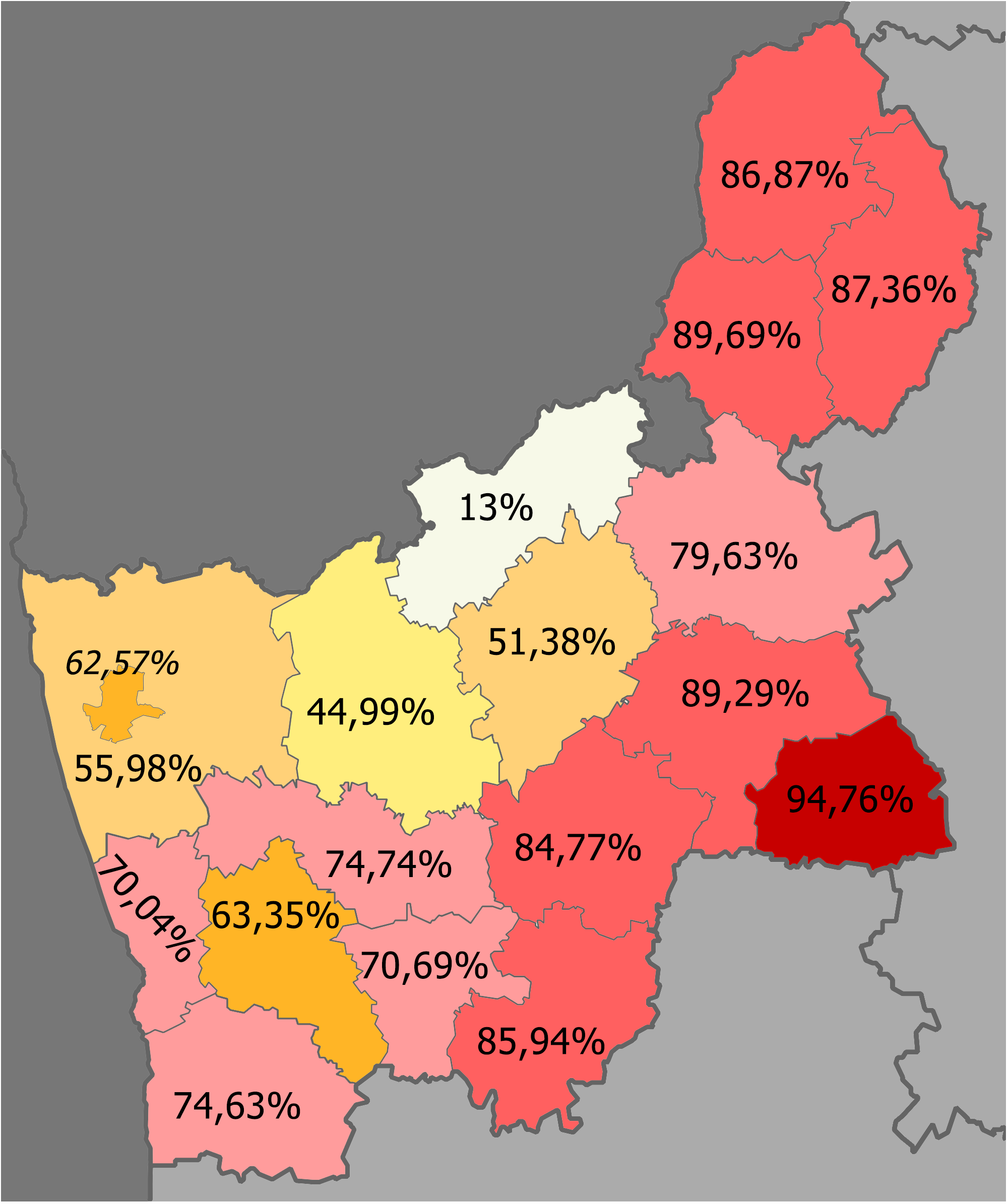
Частка білорусів по районах   >90%   80–90%   70–80%   60–70%   50–60%   40–50%   <40%
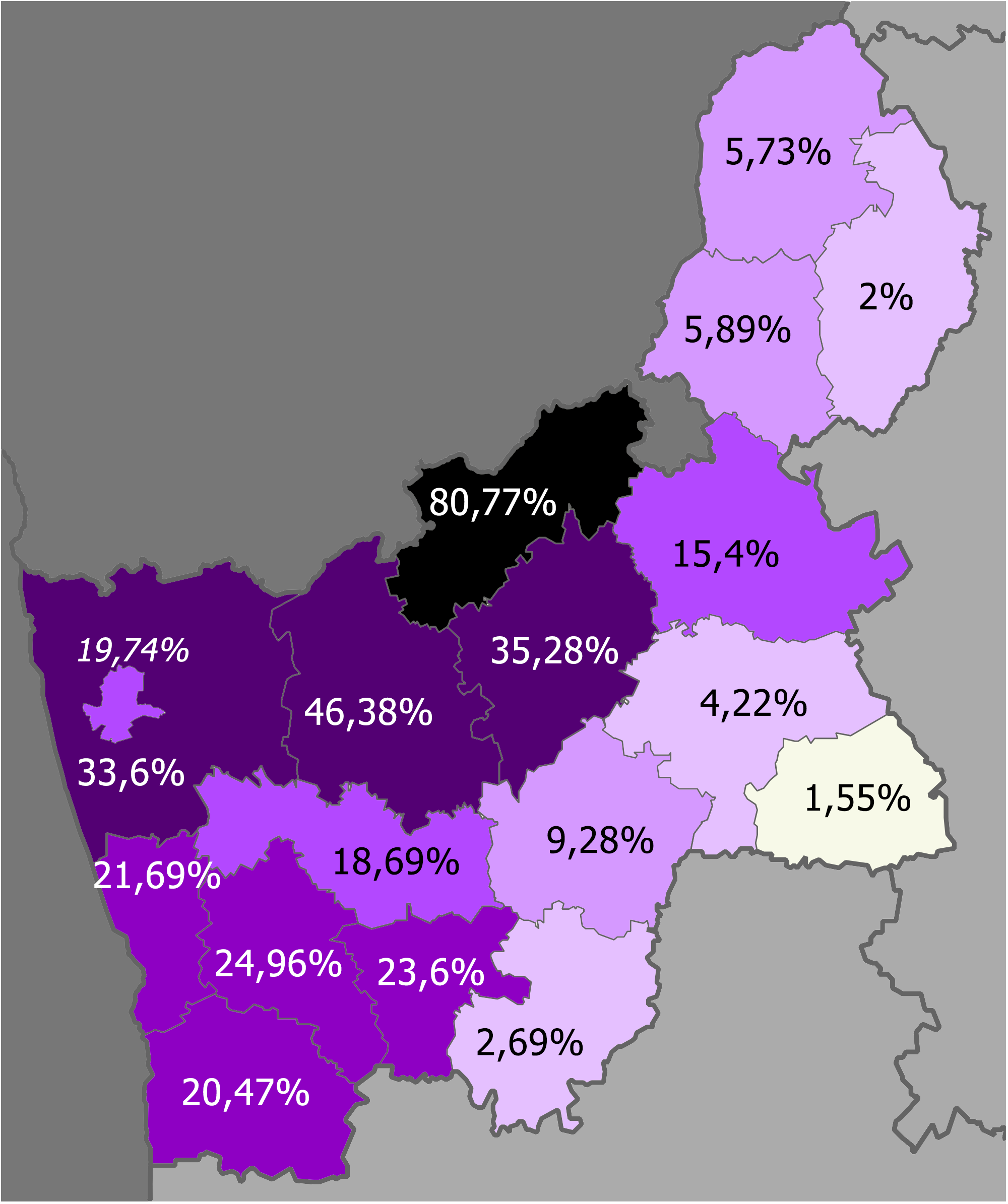
Частка поляків по районах   >50%   30–50%   20–30%   10–20%   5–10%   2–5%   <2%
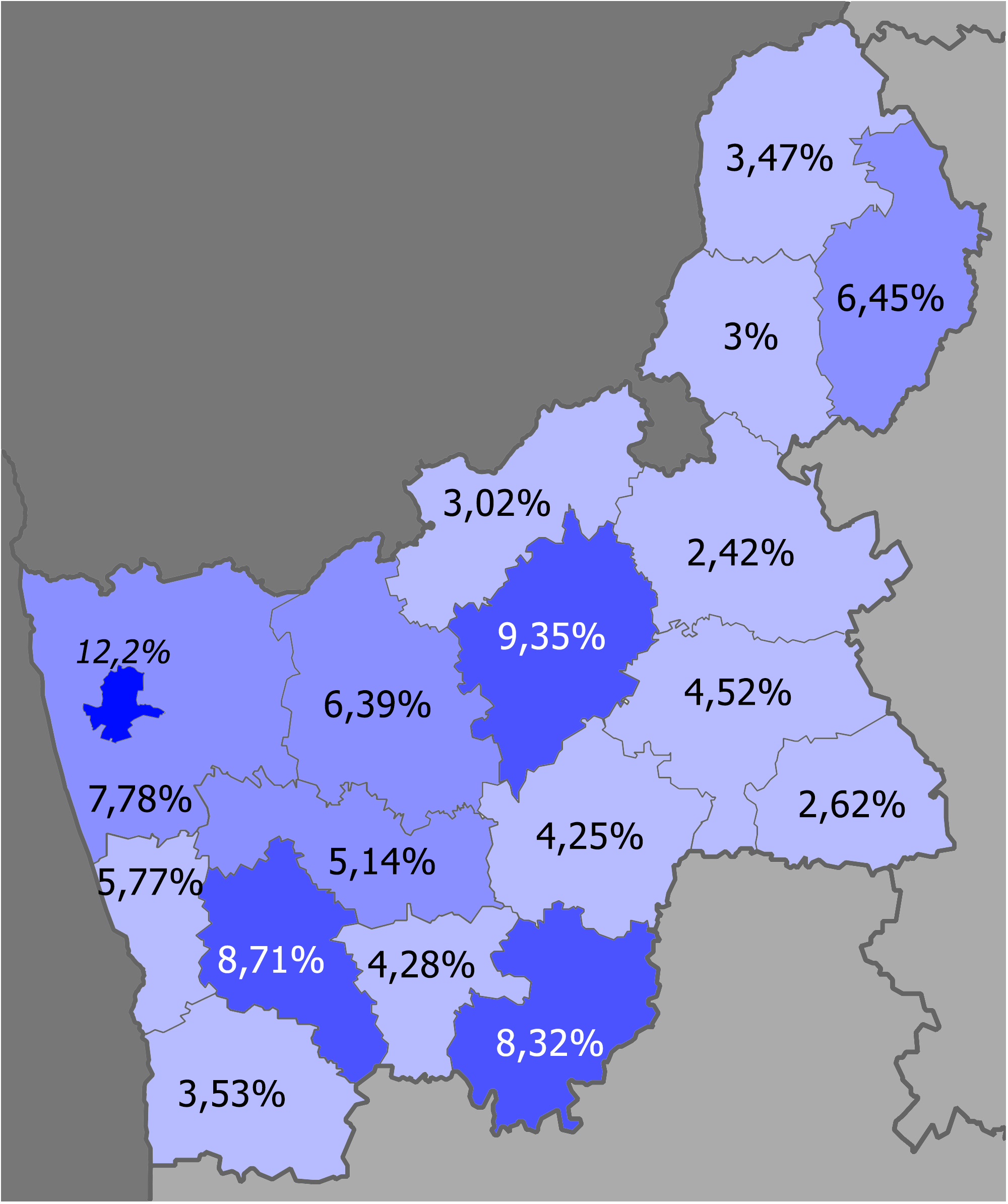
Частка росіян по районах   >10%   8–10%   5–8%   <5%

## Найбільші міста
Міста з населенням понад 20 тисяч осіб:
| Назва міста | Населення, осіб (2009) |
| ----------- | ---------------------- |
| Гродно      | 338200                 |
| Ліда        | 95800                  |
| Слонім      | 50800                  |
| Вовковиськ  | 46500                  |
| Сморгонь    | 36900                  |
| Новогрудок  | 30800                  |

## Економіка
У 2009 р. підприємства області виробили промислової продукції у фактичних відпускних цінах (з урахуванням давальницької сировини) на суму 11,603 трлн рублів(2008-11,033).

## ЗМІ
- «Рэгіянальная газета» (укр. Регіональна газета) — щотижнева суспільно-політична газета білоруською мовою.

## Відомі уродженці
- Мокржецький Сигізмунд Олександрович — професор, ентомолог і фітопатолог, дослідник Біловезької пущі
- Володось Микола Леонтійович — радянський та український серцево-судинний хірург та вчений. Доктор медичних наук. Лауреат Премії ім. О. М. Бакулєва.